# Corazón clandestino
Corazón Clandestino é o terceiro álbum do roqueiro argentino Fito Páez.
Gravado em março de 1986 no Rio de Janeiro, e colocado a venda no mesmo ano, este é o único álbum do roqueiro que foi lançado apenas como EP e fita cassete, sendo assim raríssimo. Porém, três das quatro canções do disco apareceriam em coletâneas lançadas posteriormente. A obra conta ainda com a participação de Caetano Veloso na versão portuguesa do tema La rumba del piano, que já havia sido lançada em espanhol no álbum Del 63.

## Faixas
- Todas as faixas compostas por Fito Páez

| N.º | Título                                                                         | Duração |  |
| 1.  | "Corazón Clandestino"                                                          | 2:54    |  |
| 2.  | "La Rumba del Piano (Dueto com Caetano Veloso) - (Versión Maxi, em português)" | 5:25    |  |
| 3.  | "Nunca Podrás Sacarme Mi Amor"                                                 | 3:38    |  |
| 4.  | "Corazón Clandestino (Versión Maxi)"                                           | 4:20    |  |

## Créditos Musicais
- Fito Páez - Vocais e teclados
- Tweety González - Teclados adicionais
- Fabián Gallardo: Guitarra
- Fabián Llonch: Baixo elétrico
- Daniel Wirtz: Bateria